# Качан Остап Григорович
Остап Григорович Качан, (псевдо: «Саблюк», «Шаркан», «Косар», «Остап»; нар. 1910, с. Теслугів Радивилівський район Рівненська область — пом. 18 грудня 1944, с. Залісся, Здолбунівський район Рівненська область) — український військовик, поручник УПА (від 24 квітня 1944), сотник УПА (посмертно від 12 жовтня 1952), сотенний ВО-2 «Богун», командир куреня УПА «Південь». Член ОУНР. Лицар «Золотого Хреста Бойової Заслуги» 2-го класу (посмертно).

## Життєпис
Народився Остап Качан в с. Теслугів (Теслугівська волость, Дубенського повіту Волинської губернії Російської імперії; нині Радивилівський район Рівненської області). Член ОУН. Перебував на еміграції, з якої повернувся у 1940 році. Виконував обов'язки надрайонного провідника ОУН Кременеччини.
3 березня 1943 року вступає в УПА, командує сотнею ВО-2 «Богун». Восени 1943 року переходить під команду командира Омеляна Грабця «Батька». З літа 1943 року діє на території Вінницької та Хмельницької областей. Командир куреня і заступник командира ВО «Умань» УПА «Південь» на ОСУЗ. У 1944 стає командиром Воєнної Округи групи УПА «Південь».
Здійснив зі своєю рейдуючою групою, на початку 1944 року, один з найдовших піших рейдів, з використанням кінного транспорту, територіями Вінницької, Кам'янець-Подільської (Хмельницька), Тернопільської, Станіславівської(Івано-Франківська) та Львівської областей.
У січні-лютому 1944 року курінь Саблюка, у складі двох сотень, дислокувався на території Підгаєцького повіту. Курінь проходив рейдом Бережанську округу. Курінь провів декілька успішних військових операцій проти німецького війська у терені: у Бокові (01.02) у лісах біля фільварку Діброва (21.02), у Слов'ятині (22.02) та ін.
Під час останнього бою з НКВС на хуторі біля с. Залісся був тричі поранений, застрелився.
Посмертно нагороджений Золотим хрестом бойової заслуги 2-го класу.